# Cis (wieś w województwie pomorskim)
Cis (do 31 grudnia 2014 Nowy Cis (kaszb. Nowë Cës)) – wieś kociewska w Polsce położona w województwie pomorskim, w powiecie starogardzkim, w gminie Zblewo.
W latach 1975–1998 miejscowość administracyjnie należała do województwa gdańskiego.
W pobliżu wsi znajduje się kilka jezior polodowcowych; najbliższe z nich to Pieszczenko (2,42 ha), a największe - Kazub (16,49 ha).
W 1964 wieś zelektryfikowano.
W czasie II wojny światowej rejon działania grup partyzanckich.